# Haploeax rohdei
Haploeax rohdei là một loài bọ cánh cứng trong họ Cerambycidae.